# Raymond Despuig
Raymond Despuig (1670-1741) est le 67e grand maître des Hospitaliers de l'ordre de Saint-Jean de Jérusalem.

## Sources bibliographiques
- Bertrand Galimard Flavigny (2006) Histoire de l'ordre de Malte, Perrin, Paris